# جوزيف تشاكي
جوزيف تشاكي، (18 مارس 1888 - 1 مايو 1971) فنان ونحات مجري رائد، كان من أوائل النحاتين في باريس الذين طبّقوا مبادئ التكعيبية التصويرية في الفن. يعد أحد رواد النحت الحديث، ومن أهم النحاتين في أوائل القرن العشرين. كان عضوًا نشطًا في مجموعة سيكشن دي أور بين عامي 1911 و1914، وارتبط ارتباطًا وثيقًا بالفن التجريدي طوال العشرينيات والثلاثينيات من القرن الماضي.
قاتل جنبًا إلى جنب مع الجنود الفرنسيين خلال الحرب العالمية الأولى وفي عام 1922 أصبح مواطنًا فرنسيًا يحمل الجنسية. كان عضوًا مؤسسًا في اتحاد الفنانين المعاصرين عام 1929. خلال الحرب العالمية الثانية، انضم إلى الحركة السرية الفرنسية. في أواخر العشرينيات من القرن الماضي تعاون مع بعض الفنانين الآخرين في تصميم الأثاث والقطع الزخرفية الأخرى، بما في ذلك بعض الأعمال في استديو هاوس لمصمم الأزياء جاك دوا.
بعد عام 1928، ابتعد عن التكعيبية إلى أسلوب أكثر رمزية أو تمثيلية واستمر ذلك نحو ثلاثين عامًا. عرض أعماله دوليًا في جميع أنحاء أوروبا، ولكن نُسيت بعض ابتكاراته الفنية الرائدة.  أعماله اليوم تملكها بشكل أساسي المؤسسات الفرنسية والمجرية، بالإضافة إلى المتاحف والمعارض والمجموعات الخاصة في كل من فرنسا والخارج.

## النشأة
وُلد جوزيف تشاكي في مدينة سيغد بالمجر، التي كانت جزءًا من الملكية المزدوجة للإمبراطورية النمساوية المجرية، هي مدينة إقليمية جنوبية، والآن ثالث أكبر مدينة في البلاد.
انتقل تشاكي مع عائلته إلى بودابست في سن مبكرة، حيث كان يتردد على المتاحف وصالات العرض. في عام 1905، قُبل في أكاديمية الفنون التطبيقية في بودابست، حيث درس تحت إشراف النحات ماتراي لاغوس (1875-1945) لمدة عام ونصف. تركز اهتمامه على رسم الأشكال، ولكن بسبب عدم رضاه عن التدريب الفني التقليدي المحلي (الذي يتكون من نسخ المنحوتات في الجص ونمذجة الزهور البرية من الطين)، ترك هو وزملاؤه المدرسة للدراسة في ورشة أحد الرسامين، في بودابست.
في عام 1907، لمدة ستة أشهر ونصف، عمل في مصنع لمنافض السجائر والمزهريات الخزفية. انجذب إلى الأضواء والفنانين العظماء، فقرر الانتقال إلى باريس بفرنسا وفعل ذلك ومعه أربعون فرنكًا فقط في جيبه. سافر في الغالب سيرًا على الأقدام، قطع خمسين أو ستين كيلومترًا في اليوم خلال صيف عام 1908. في باريس، انفتح عالم جديد أمامه. كان يكسب رزقه من خلال القيام بوظائف غريبة: العمل كبائع متجول، وقاطع حجارة، أو عارض أزياء للطلاب في مدرسة فنية محلية، إذ كان يحقق ربحًا قدره 20 فرنكًا في الأسبوع. في وقت لاحق، تقدم للفنانين الفرديين في استوديوهاتهم الخاصة، وجنى المزيد من المال ووفر متسعًا من الوقت لمتابعة أعماله الخاصة. بحلول خريف عام 1908، عمل مع جوزيف برومر، وهو صديق مجري افتتح معرضًا مع إخوته وكان يدرس الفن. تميزت أعماله في ذلك الوقت بالفهم التكعيبي للعلاقات الحجمية والمكانية، مع تكامل الفضاء المفتوح، واستخدام الهندسة.

### 1914-1918
قال: يمكن للمرء أن يقول إنه قبل الحرب، كانت الحياة في باريس هادئة ولطيفة مثل يوم صيفي، وبعد إعلان الحرب أظلمت السماء والحياة بغيوم كثيفة وثقيلة.
جُنّد كمتطوع في الجيش الفرنسي، لكن قبل ذلك تزوج من مارغريت فيتري في 19 أغسطس 1914.

### 1918-1928
بالعودة إلى باريس بعد الحرب، تطورت أساليبه الفنية: لقد كانت ناضجة بشكل واضح، حيث ظهرت جودة في النحت جديدة وغير مكررة. لا يوجد شيء في النحت الحديث المبكر يمكن مقارنته بالعمل الثوري الذي أنتجه تشاكي في السنوات التي أعقبت الحرب العالمية الأولى مباشرة. كانت أعمالًا مجردة ثلاثية الأبعاد تجمع بين العناصر العضوية والهندسية.

## الإرث
ساهم جوزيف تشاكي بشكل كبير في تطوير النحت الحديث، كرائد في تطبيق التكعيبية على النحت، وكشخصية فنية رائدة في العشرينيات من القرن الماضي.

بعد القتال جنبًا إلى جنب مع الحركة السرية الفرنسية ضد النازيين خلال الحرب العالمية الثانية، واجه العديد من الصعوبات: مشاكل صحية ومشاكل عائلية ونقص في الإنتاج المتعلق بأعماله. على عكس العديد من أصدقائه، الذين أصبحت أسماؤهم معروفة على نطاق واسع، حظي تشاكي بتقدير عدد أقل من الناس (لكنهم تألفوا بشكل خاص من جامعي الأعمال الفنية ومؤرخي الفن وأمناء المتاحف).
كتبت إديث بالاس: اليوم، على أي حال، في عصر ما بعد الحداثة، تلك الجوانب من فنه التي جعلت تشاكي غير مقبول من قبل الحداثيين الأكثر تقدمًا أصبحت الآن مثيرة للإعجاب. لقد حان الوقت لمنح تشاكي مكانته الصحيحة في مراتب الريادة، بناءً على ابتكاراته وإنجازاته الفنية.

### السوق الفني
في 30 أكتوبر من عام 2017، بيعت منحوتة من أعمال تشاكي من الكريستال في مزاد في باريس مقابل 1.077.004 دولار (925.500 يورو)، وهو رقم قياسي عالمي للفنان.